# Panther (gato)
Panther é um gato da raça tabby dourada que ficou famoso por participar da série Early Edition.
Seu verdadeiro dono se chama Bill Casey e mora em Chicago, Illinois. Participou da série Early Edition de 1996 até 1998, gravando 11 episódios no total. Depois, no decorrer da série, foram usadas cenas repetidas. Durante a série, Gary, seu dono, menciona seu nome apenas uma vez.

## Fimografia
- Early Edition (1996-1998) (11 episódios) .... Sr. Snow's Cat

- Pilot - creditado apenas como "o gato"  

- The Choice - Mr. Snow's Cat  

- Baby - Mr. Snow's Cat  

- Thief Swipes Mayor's Dog - Mr. Snow's Cat  

- Hoops - Mr. Snow's Cat  

- After Midnight - Mr. Snow's Cat  

- Frostbite - Mr. Snow's Cat  

- The Wedding - Mr. Snow's Cat  

- Downsized - Mr. Snow's Cat  

- March in Time - Mr. Snow's Cat  

- The Fourth Carpathian - Mr. Snow's Cat 

## Ligações Externas
- Panther no Internet Movie Database